# Espais històrics Batalla de l'Ebre
Els Espais històrics Batalla de l'Ebre són un seguit de búnquers i altres espais històrics de la batalla de l'Ebre, lliurada el 1938, en el marc de la Guerra Civil Espanyola.

## Búnquer dels Reguers
El Búnquer dels Reguers es tracta d'una obra del municipi d'Ascó (Ribera d'Ebre) protegida com a bé cultural d'interès local. Així com el Búnquer dels Reguers són espais construïts per la batalla de l'Ebre al municipi.

### Descripció
Està situat estratègicament a peu del camí del Mas de Prades, dominant la via ferroviària i el riu Ebre. Búnquer de forma cúbica fet de formigó armat, que es troba parcialment excavada a terra. S'hi accedeix per la cara de ponent, i presenta una obertura a sol ixent a manera d'espitllera. Queda amagat sota una coberta vegetal.
Al terme municipal d'Ascó, proper al municipi i a la resta d'espais històrics, des d'un turó elevat, el campament domina tota la plana del riu Ebre, amb unes vistes impressionants sobre la població. Aquest campament va arribar a tenir una extensió d'uns 3 km, i es va convertir en un lloc clau per a la batalla de l'Ebre. Hi havia instal·lat el lloc de comandament i era d'on partien els soldats que enviaven al front. També era el lloc on es reestructuraven les unitats que havien estat massacrades. El campament estava format per barracons, refugis, cuines, serveis sanitaris i fins i tot s'hi van instal·lar unes dutxes.

### Història
Aquest conjunt formava part de tota la infraestructura que l'exèrcit de l'Ebre va dissenyar i desenvolupar per poder fer front a la batalla més decisiva, on es decidia el futur de la Guerra Civil. El búnquer dels Reguers és una construcció defensiva que formava part del sistema de fortificacions permanents anomenat “Línea fortificada de la Cabeza de Puente Riba-roja - Flix - Ascó”, i que tenia un doble objectiu: controlar la zona propera al riu per impedir un possible atac republicà i defensar la via del ferrocarril. Quan els soldats republicans van travessar el riu el 25 de juliol de 1938, el búnquer va quedar sota el seu domini durant la major part de la batalla, però només els últims dies s'hi van fortificar per tal de guanyar temps i permetre la retirada organitzada cap a Flix. Acabada la batalla de l'Ebre els franquistes el van ocupar des del 15 de novembre fins al final de desembre, quan van iniciar la campanya sobre Catalunya.

## Monòlit tanquista E-023
Monòlit tanquista E-023 és una obra del municipi de la Fatarella (Terra Alta) protegida com a bé cultural d'interès local.

### Descripció
Es tracta d'una fita de pedra en la qual hi ha adossada una placa commemorativa de ferro, escrita en alemany, que recorda a un tanquista de l'exèrcit nacional, de la legió Condor, que va perdre la vida en els combats que hi va haver a les terres de l'Ebre.

### Història
Les unitats alemanyes de la Legió Condor que combatien amb l'exèrcit franquista van voler deixar testimoni dels seus caiguts mitjançant monòlits, làpides i esteles. L'espai històric E-023, monòlit tanquista, va ser un dels monuments erigits pels vencedors en memòria dels seus combatents. Concretament es recorda al tanquista alemany Gustav Trippe mort en combat en aquell punt el 14 de novembre de 1938, dos dies abans de la fi de la batalla de l'Ebre.

## Estela funerària Camposines - E-025
Estela funerària Camposines - E-025 és una obra del municipi de la Fatarella (Terra Alta) protegida com a bé cultural d'interès local.

### Descripció
Es tracta d'una estela funerària amb una inscripció en alemany que recorda la mort de l'aviador alemany, Gerard Pach que pertanyia a les unitats de la Legió Condor que combatien amb l'exèrcit franquista.

### Història
Les unitats alemanyes de la Legió Condor que combatien amb l'exèrcit franquista van voler deixar testimoni dels seus caiguts mitjançant monòlits, làpides i esteles. L'espai històric E-025, estela funerària de les Camposines, va ser un dels monuments erigits pels vencedors en memòria dels seus combatents. Concretament es recorda a l'aviador alemany Gerhard Pach abatut el primer d'octubre de 1938 en aquell punt.

## Espai històric IV de Navarra - E-024
Espai històric IV de Navarra - E-024 és una obra del municipi de la Fatarella (Terra Alta) protegida com a bé cultural d'interès local.

### Descripció
Es tracta d'una fita de pedra en la qual hi ha adossada una placa commemorativa de ferro, escrita en alemany, que recorda a un tanquista de l'exèrcit nacional, de la legió Condor, que va perdre la vida en els combats que hi va haver a les terres de l'Ebre.

### Història
Aquest monument va ser erigit en memòria a tots els combatents d'aquesta Divisió de l'exèrcit franquista, la IV de Navarra, que durant els 115 dies de la batalla va combatre en diferents sectors i va prendre la iniciativa en la majoria de les ofensives planificades per l'Estat Major franquista. Per tot això, anys després de la fi de la guerra, i a les portes de la darrera població de la Terra Alta que fou ocupada per aquesta unitat el 14 de novembre, a les darreries de la batalla, fou erigit aquest monument en record i memòria dels seus components.

## Punta del Duc
Punta del Duc és una obra del municipi de la Pobla de Massaluca (Terra Alta) protegida com a bé cultural d'interès local.

### Descripció
La punta del Duc es troba a 4,4 km del nucli de la Pobla de Massaluca, sobre el riu Ebre en un indret envoltat de bosc. La punta del Duc forma un recorregut per les trinxeres i posicions militars que es van construir durant la Guerra Civil.

### Història
Aquest conjunt fortificat formava part de la línia defensiva d'Algars, construïda abans de la batalla de l'Ebre, però que algunes fonts consultades assenyalen com un dels objectius de l'ofensiva republicana.
La nit del 25 de juliol de 1938 s'inicia la Batalla de l'Ebre, els soldats republicans van travessar el riu Ebre amb l'objectiu de recuperar la iniciativa i reduir la pressió que l'exèrcit de Franco duia a terme sobre València. El front s'estabilitzà a les portes de Gandesa i Vilalba dels Arcs, ocupant les posicions de la línia dels Algars a Vilalba i a la Pobla.
El front entre Vilalba i la Pobla va quedar estable durant tota la batalla, fins a la darrera ofensiva franquista del 30 d'octubre, quan els soldats republicans que la defensaven van rebre l'ordre de replegar-se cap Ascó per tal de tornar a la riba dreta de l'Ebre i donar per acabada la batalla del 16 de novembre de 1938. Durant la batalla, aquest va ser un sector inactiu, però tot i això s'hi va produir algun intercanvi de foc entre les posicions republicanes i franquistes.

## Campament del XV cos d'exèrcit
Campament del XV cos d'exèrcit és una obra del municipi d'Ascó (Terra Alta) protegida com a bé cultural d'interès local.

### Descripció
Al terme municipal d'Ascó, proper al municipi i a la resta d'espais històrics, des d'un turó elevat, el campament domina tota la plana del riu Ebre, amb unes vistes impressionants sobre la població. Aquest campament va arribar a tenir una extensió d'uns 3 km, i es va convertir en un lloc clau per a la batalla de l'Ebre. Hi havia instal·lat el lloc de comandament i era d'on partien els soldats que enviaven al front. També era el lloc on es reestructuraven les unitats que havien estat massacrades. El campament estava format per barracons, refugis, cuines, serveis sanitaris i fins i tot s'hi van instal·lar unes dutxes.

### Història
Aquest conjunt formava part de tota la infraestructura que l'exèrcit de l'Ebre va dissenyar i desenvolupar per poder fer front a la batalla més decisiva, on es decidia el futur de la Guerra Civil. El campament del XV Cos d'Exèrcit i la línia fortificada, al vessant oriental de la serra de la Fatarella, es troben emplaçats en una zona boscosa i amb visibilitat sobre Ascó. Es tractava d'un veritable poble, estructurat en tres carrers paral·lels que aprofitaven tres antigues terrasses de conreu. Cadascun dels carrers estava format per diferents estances adossades, de forma quadrangular, bastides de pedra en sec (tècnica tradicional de la zona) i amb coberta de teula en un vessant. Estabilitzada la primera línia de front entre Gandesa i Vilalba, a primers d'agost de 1938, el comandament republicà va reorganitzar el terreny controlat, i va situar un cap de pont a la serra de la Fatarella, darrere d'una potent línia fortificada amb casamates de formigó i trinxeres intercomunicades que anava des de Riba-roja d'Ebre fins a Ascó.

## Fort de Blario
Fort de Blario és una obra del municipi de Batea (Terra Alta) protegida com a bé cultural d'interès local.

### Descripció
El fort del Blario es troba a 2 km del nucli de la Pobla de Massaluca, tot i ser terme municipal de Batea, sobre la carretera TV-7231 en direcció a Vilalba dels Arcs, en un turó envoltat de camps de conreu, que a poc a poc, li han anat guanyant terreny. Les galeries que componen aquest fort han estat utilitzades pel seu propietari com a barraca.

### Història
Aquest conjunt fortificat formava part de la línia defensiva d'Algars, construïda abans de la batalla de l'Ebre, però que algunes fonts consultades assenyalen com un dels objectius de l'ofensiva republicana.